# General-marechal de campo
General-marechal de campo (pré-AO 1990: general-marechal-de-campo) (em alemão: Generalfeldmarschall) ou marechal de campo (pré-AO 1990: marechal-de-campo) (em alemão: Feldmarschall) foi uma patente militar de vários estados germânicos, do Sacro Império Romano-Germânico e do Império Austríaco. A patente é equivalente a general de exército em alguns países, de marechal, almirante e marechal do ar no Brasil e a grande almirante na marinha alemã.
Foi a mais alta patente durante o Terceiro Reich até 1941, quando foi criada a patente Reichsmarschall, ocupada unicamente por Hermann Göring.
No pós-guerra (1945), a patente foi abolida e atualmente o mais alto grau militar da Bundeswehr é general.

## Lista de marechais-de-campo

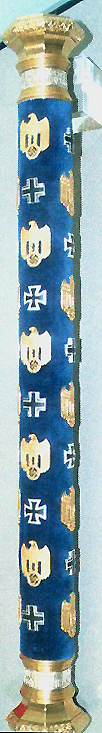
Réplica de um bastonete de Generalfeldmarschall do Terceiro Reich

Lista parcial:

### Alemanha
Eleitorado de Brandemburgo e Reino da Prússia
- 1813 -  Gebhard Leberecht von Blücher
- 1847 - Hermann von Boyen
- 1847 - Friedrich von Wrangel

Império Alemão
- 1870 - Frederico III da Alemanha
- 1871 –  Karl Friedrich von Steinmetz
- 1871 - Helmuth von Moltke
- 1873 - Albrecht von Roon
- 1895 - Francisco José I da Áustria
- 1906 - Artur, Duque de Connaught e Strathearn
- 1911 - Alfred von Schlieffen
- 1911 - Jorge V do Reino Unido
- 1913 – Constantino I da Grécia
- 1914 - Paul von Hindenburg
- 1915 - Karl von Bülow
- 1915 - August von Mackensen
- 1915 - Luís III da Baviera
- 1916 - Ruperto, Príncipe Herdeiro da Baviera
- 1916 - Fernando I da Bulgária
- 1917 - Carlos I da Áustria

Terceiro Reich
- 20 de Abril de 1936 - Werner von Blomberg (1878-1946)
- 4 de Fevereiro de 1938 - Hermann Göring (1893-1946)
- 19 de Julho de 1940 - Fedor von Bock (1880-1945)
- 19 de Julho de 1940 - Walther von Brauchitsch (1881-1948)
- 19 de Julho de 1940 - Albert Kesselring (1885-1960)
- 19 de Julho de 1940 - Wilhelm Keitel (1882-1946)
- 19 de Julho de 1940 - Günther von Kluge (1882-1944)
- 19 de Julho de 1940 - Wilhelm Ritter von Leeb (1876-1956)
- 19 de Julho de 1940 - Wilhelm List (1880-1971)
- 19 de Julho de 1940 - Erhard Milch (1892-1972)
- 19 de Julho de 1940 - Hugo Sperrle (1885-1953)
- 19 de Julho de 1940 - Walter von Reichenau (1884-1942)
- 19 de Julho de 1940 - Gerd von Rundstedt (1875-1953)
- 19 de Julho de 1940 - Erwin von Witzleben (1881-1944)
- 31 de Outubro de 1940 - Eduard von Böhm-Ermolli (1856-1941)
- 22 de Junho de 1942 - Erwin Rommel (1891-1944)
- 30 de Junho de 1942 - Georg von Küchler (1881-1968)
- 1 de Julho de 1942 - Erich von Manstein (1887-1973)
- 31 de Janeiro de 1943 - Friedrich Paulus (1890-1957)
- 1 de Fevereiro de 1943 - Ernst Busch (1885-1945)
- 1 de Fevereiro de 1943 - Ewald von Kleist (1881-1954)
- 1 de Fevereiro de 1943 - Maximilian von Weichs (1881-1954)
- 16 de Fevereiro de 1943 - Wolfram von Richthofen (1895-1945)
- 1 de Março de 1944 - Walter Model (1891-1945)
- 5 de Abril de 1945 - Ferdinand Schörner (1892-1973)
- 25 de Abril de 1945 - Robert Ritter von Greim (1892-1945)

### Áustria
Sacro Império Romano-Germânico
- 1625 - Albrecht von Wallenstein
- 1634 - Fernando III do Sacro Império Romano-Germânico
- 1675 - Carlos V da Lorena
- 1693 - Eugênio de Saboia
- 1737 - Francisco I do Sacro Império Romano-Germânico
- 1766 - Leopoldo II do Sacro Império Romano-Germânico

Império Austríaco
- 1808 - Charles Joseph, Príncipe de Ligne
- 1808 - Joseph Alvinczy von Berberek
- 1836 - Josef Wenzel Radetzky von Radetz

Império Austro-Húngaro
- 1918 - Eduard von Böhm-Ermolli
- 1918 - José Augusto da Áustria